# Finale UEFA Cup 1976
De UEFA Cupfinale van het seizoen 1975/76 is de vijfde finale in de geschiedenis van de UEFA Cup. Club Brugge nam het op tegen Liverpool FC. De finale werd gespeeld over twee wedstrijden. De eerste wedstrijd vond plaats op 28 april 1976 op Anfield in Liverpool. De terugwedstrijd vond plaats op 19 mei in het Olympiastadion in Brugge. Liverpool won de finale in 1973 al eens. Voor Club Brugge was het de eerste Europese finale ooit.
Bij Club Brugge stonden er in beide wedstrijden acht Belgen in de basis.

## Wedstrijdverslag
In Engeland stond Club Brugge al na een kwartier 0-2 voor. Liverpool begon nadien aan een inhaalrace en sloeg na de rust genadeloos toe. In enkele minuten tijd zorgden Ray Kennedy en invaller Jimmy Case voor de 2-2. Niet veel later zorgde Kevin Keegan van op de stip zelfs voor de overwinning. Club Brugge verloor ondanks de blitzstart.
In de terugwedstrijd kreeg ook Club Brugge een strafschop. Raoul Lambert zette blauw-zwart al na 11 minuten op voorsprong. Lang duurde dat echter niet, want Keegan zorgde na een kwartier spelen al voor de gelijkmaker. Daar bleef het bij, waardoor Liverpool na afloop de UEFA Cup in ontvangst mocht nemen.

### Wedstrijddetails
|               |                                        |       |                      |                                                                                            |
| 28 april 1976 | Liverpool FC                           | 3 – 2 | Club Brugge          | Anfield, Liverpool Toeschouwers: 50.188 Scheidsrechter: Ferdinand Biwersi (West-Duitsland) |
| 28 april 1976 | Kennedy 59' Case 61' Keegan 65' (pen.) |       | 5' Lambert 15' Cools | Anfield, Liverpool Toeschouwers: 50.188 Scheidsrechter: Ferdinand Biwersi (West-Duitsland) |

| Liverpool | Club Brugge |

| Liverpool FC:  |                  |     |
|                |                  |     |
| GK             | Ray Clemence     |     |
| RB             | Phil Neal        |     |
| CB             | Phil Thompson    |     |
| CB             | Tommy Smith      |     |
| LB             | Ray Kennedy      |     |
| RM             | Emlyn Hughes     |     |
| CM             | Kevin Keegan     |     |
| LM             | Steve Heighway   |     |
| RW             | David Fairclough |     |
| CF             | John Toshack     | 46' |
| LW             | Ian Callaghan    |     |
| Wisselspelers: |                  |     |
| GK             | Peter McDonnell  |     |
| DF             | Joey Jones       |     |
| MF             | Jimmy Case       | 46' |
| MF             | Brian Hall       |     |
| MF             | Terry McDermott  |     |
| Coach:         |                  |     |
| Bob Paisley    |                  |     |

| Club Brugge:   |                    |            |
|                |                    |            |
| GK             | Birger Jensen      |            |
| RB             | Fons Bastijns      |            |
| CB             | Eddie Krieger      | Kreeg geel |
| CB             | Georges Leekens    |            |
| LB             | Jos Volders        |            |
| RM             | Julien Cools       |            |
| CM             | René Vandereycken  |            |
| LM             | Daniël De Cubber   |            |
| RW             | Roger Van Gool     |            |
| CF             | Raoul Lambert      |            |
| LW             | Ulrik le Fevre     |            |
| Wisselspelers: |                    |            |
| GK             | Hugo Pieters       |            |
| DF             | Norbert De Naeghel |            |
| MF             | Dirk Sanders       |            |
| FW             | Konrad Holenstein  |            |
| FW             | Dirk Hinderyckx    |            |
| Coach:         |                    |            |
| Ernst Happel   |                    |            |

|             |                    |       |              |                                                                                 |
| 19 mei 1976 | Club Brugge        | 1 – 1 | Liverpool FC | Olympiastadion, Brugge Toeschouwers: 29.423 Scheidsrechter: Rudi Glöckner (DDR) |
| 19 mei 1976 | Lambert 11' (pen.) |       | 15' Keegan   | Olympiastadion, Brugge Toeschouwers: 29.423 Scheidsrechter: Rudi Glöckner (DDR) |

| Club Brugge | Liverpool |

| Club Brugge:   |                    |            |
|                |                    |            |
| GK             | Birger Jensen      |            |
| RB             | Fons Bastijns      |            |
| CB             | Eddie Krieger      |            |
| CB             | Georges Leekens    | Kreeg geel |
| LB             | Jos Volders        |            |
| RM             | Julien Cools       |            |
| CM             | René Vandereycken  |            |
| LM             | Daniël De Cubber   | 68'        |
| RW             | Roger Van Gool     |            |
| CF             | Raoul Lambert      | 76'        |
| LW             | Ulrik le Fevre     |            |
| Wisselspelers: |                    |            |
| GK             | Hugo Pieters       |            |
| DF             | Norbert De Naeghel |            |
| MF             | Dirk Sanders       | 76'        |
| FW             | Dirk Hinderyckx    | 68'        |
| Coach:         |                    |            |
| Ernst Happel   |                    |            |

| Liverpool:     |                  |            |
|                |                  |            |
| GK             | Ray Clemence     |            |
| RB             | Phil Neal        |            |
| CB             | Phil Thompson    |            |
| CB             | Tommy Smith      |            |
| LB             | Ray Kennedy      |            |
| RM             | Emlyn Hughes     |            |
| CM             | Kevin Keegan     |            |
| LM             | Steve Heighway   |            |
| RW             | Jimmy Case       | Kreeg geel |
| CF             | John Toshack     | 62'        |
| LW             | Ian Callaghan    |            |
| Wisselspelers: |                  |            |
| GK             | Peter McDonnell  |            |
| DF             | Joey Jones       |            |
| MF             | Brian Hall       |            |
| MF             | Terry McDermott  |            |
| FW             | David Fairclough | 62'        |
| Coach:         |                  |            |
| Bob Paisley    |                  |            |